# ألبرتو رودريغيز (مصارع رياضي)
ألبرتو رودريغيز هو مصارع رياضي كوبي، ولد في 9 سبتمبر 1963 في بينار ديل ريو في كوبا.

## وصلات خارجية
- ألبرتو رودريغيز على موقع قاعدة بيانات المصارعة الدولية (الإنجليزية)
- ألبرتو رودريغيز على موقع أوليمبيديا (الإنجليزية)